# Famille Branicki Korczak
Pour les articles homonymes, voir Branicki.
Ne doit pas être confondu avec Famille Branicki Gryf.
La famille Branicki Korczak (féminin : Branicka, pluriel : Braniccy) est une famille de la noblesse polonaise. Franciszek Ksawery Branicki, le créateur de la fortune et de la puissance de la famille Branicki, joua un rôle important dans la Confédération de Targowica qui conduisit aux partages de la Pologne. Cette famille s'est éteinte en 1947 avec son dernier représentant, Adam Maria Stefan Branicki.

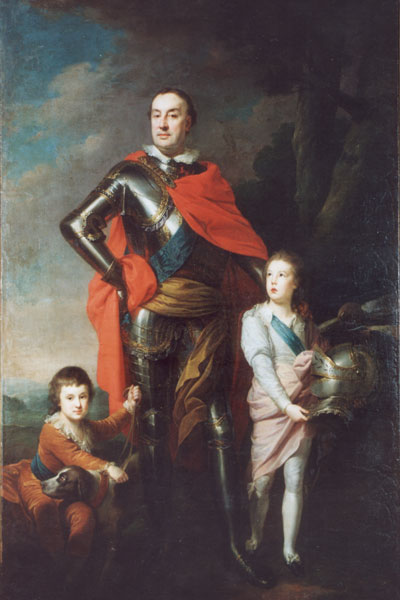
Franciszek Ksawery Branicki

## Histoire
La famille Branicki Korczak émergea au XVIIIe siècle grâce à son activité politique. Son influence grandit après le mariage en 1781 de Franciszek Ksawery Branicki avec Alexandra von Engelhardt (1754-1838), nièce du prince Grigori Alexandrovitch Potemkine. En 1792, Franciszek Ksawery Branicki rejoignit la Confédération de Targowica. Il investit une part de sa fortune dans l'acquisition de grandes propriétés foncières à Biała Cerkiew en Ukraine, qui vinrent s'ajouter au palais de son épouse Alexandra.
Franciszek Ksawery Branicki eut trois filles et deux fils : Alexandre, mort très jeune des suites d'une chute de cheval, et Władysław Grzegorz Branicki, titré comte par Nicolas Ier de Russie. Le fils aîné de Władysław, Ksawery (Xavier) Branicki, fut la figure emblématique des émigrés polonais en France. Au XIXe siècle, il fut un ardent patriote, militant politique et un remarquable économiste. Il fut l'un des intimes de la famille de Napoléon III et fit acquisition du château de Montrésor. Son principal héritier fut son neveu, le naturaliste Ksawery Władysław Branicki (1864-1926), fils de Konstanty Grzegorz Branicki, grand voyageur, naturaliste et collectionneur.
Ksawery Władysław Branicki consacra des sommes importantes à l'entretien du Palais de Wilanów à Varsovie, et dans la collection d'art Wilanowska. La fortune des Branicki fut fortement affectée en 1917 par la révolution d'Octobre, où furent confisqués la totalité de ses biens en Ukraine.
Adam Maria Jan Branicki (1892-1947) fut le dernier représentant mâle de la famille Branicki de Korczak. Il fut dépossédé de ses biens par la nationalisation des propriétés en Pologne en 1945. La dernière représentante de la famille fut la comtesse Anna Helena Branicka-Wolska.

## Personnalités
- Piotr Branicki (ca.1700-1762)[2]

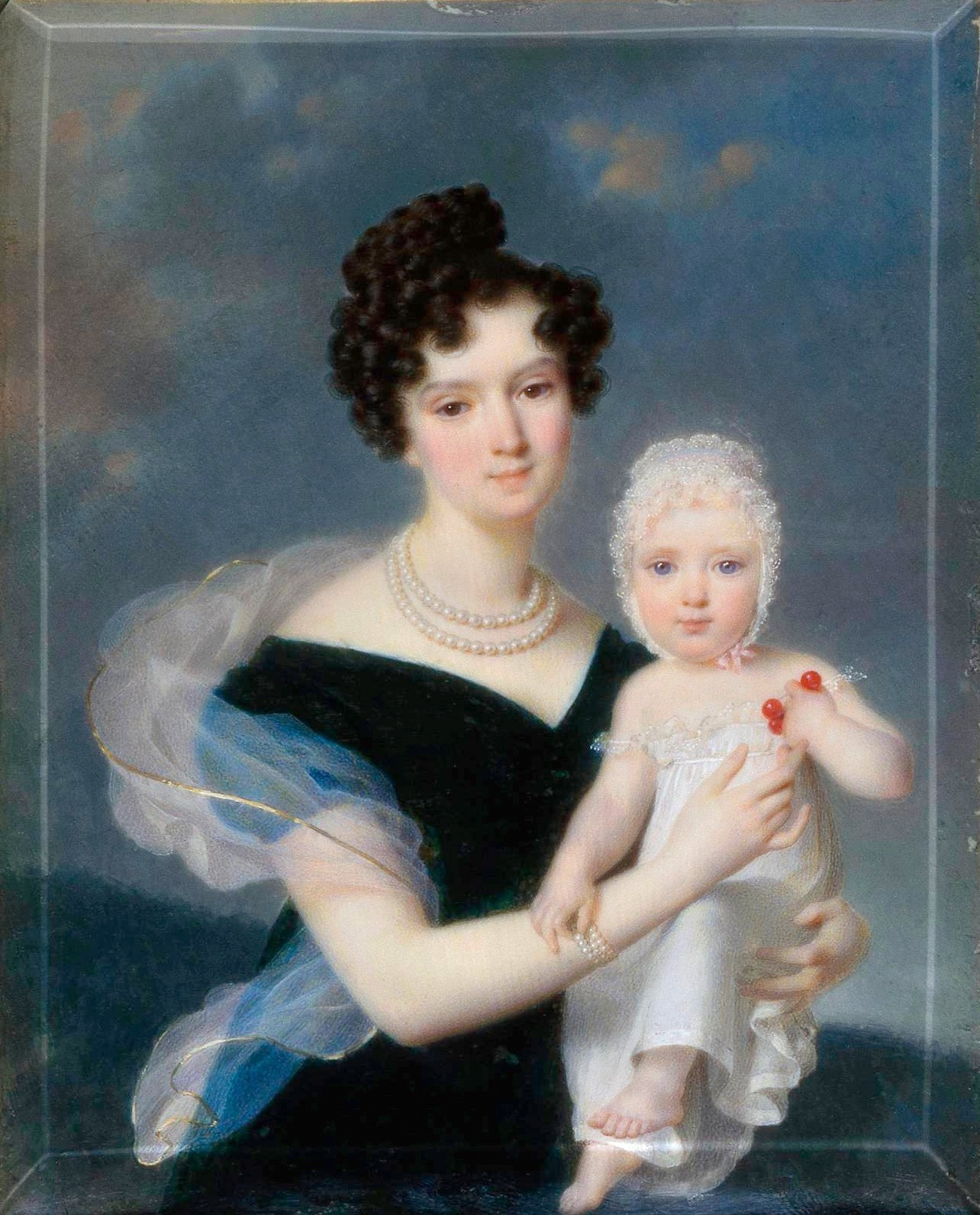
La comtesse Zofia Branicka (1790-1879), épouse d'Artur Stanisław Potocki

- Franciszek Ksawery Branicki (1730-1819), Grand Hetman de la Couronne, membre de la Confédération de Targowica, fils du précédent ;
- Władysław Grzegorz Branicki (1783-1843), commandant de l'Armée impériale de Russie pendant les guerres napoléoniennes, fils du précédent ;
  - Elisabeth Branicki, épouse de Mikhaïl Semionovitch Vorontsov ;
- Franciszek Ksawery Branicki (1816-1879), connu comme Xavier Branicki, exilé politique en France, cofondateur du Crédit foncier de France, fils du précédent [2];
- Konstanty Grzegorz Branicki (1824-1884), grand voyageur, naturaliste, collectionneur, frère du précédent ;
- Ksawery Władysław Branicki (1864-1926), naturaliste, propriétaire du Palais de Wilanów, fils du précédent et curateur du musée de son père ;
- Adam Maria Jan Branicki (1892-1947), au cours de la Première Guerre mondiale, il combattit dans les rangs de l'Armée impériale de Russie, il fut le dernier représentant mâle de la famille Branicki de Korczak, fils du précédent. Décoré à titre posthume en 2011 de la Croix de commandeur avec étoile de l'Ordre de Polonia Restituta pour l'importance de son appui à l'Armée de l'Intérieur polonaise (AK) à Varsovie pendant la Seconde guerre mondiale. Il fut père de :
  - Anna Helena Branicka-Wolska (1924-), en 1945, elle fut emprisonnée par le NKVD à la Loubianka puis déportée dans le camp d'internement de Krasnogorsk (situé près de Moscou), en 1954, elle épousa Tadeusz Wolski, elle est aujourd'hui la dernière représentante de la famille Branicki de Korczak ;
  - Beata Maria Branicka (1926-1988), résistante dans les rangs l'Armée de l'Intérieur polonaise (AK), elle participa à l'Insurrection de Varsovie de 1944, épouse de Leszek Rybiński.

## En images

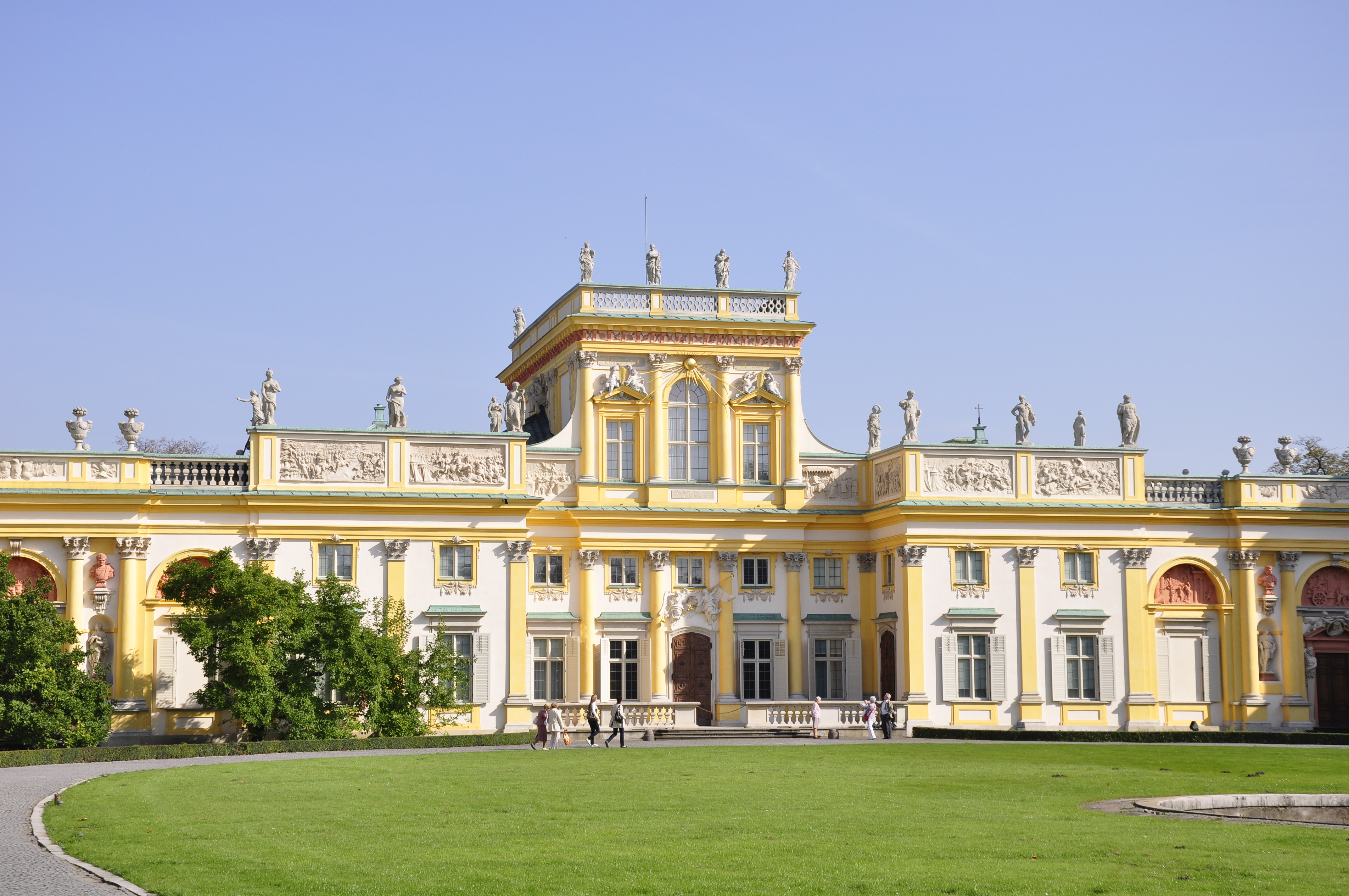
Palais de Wilanów.
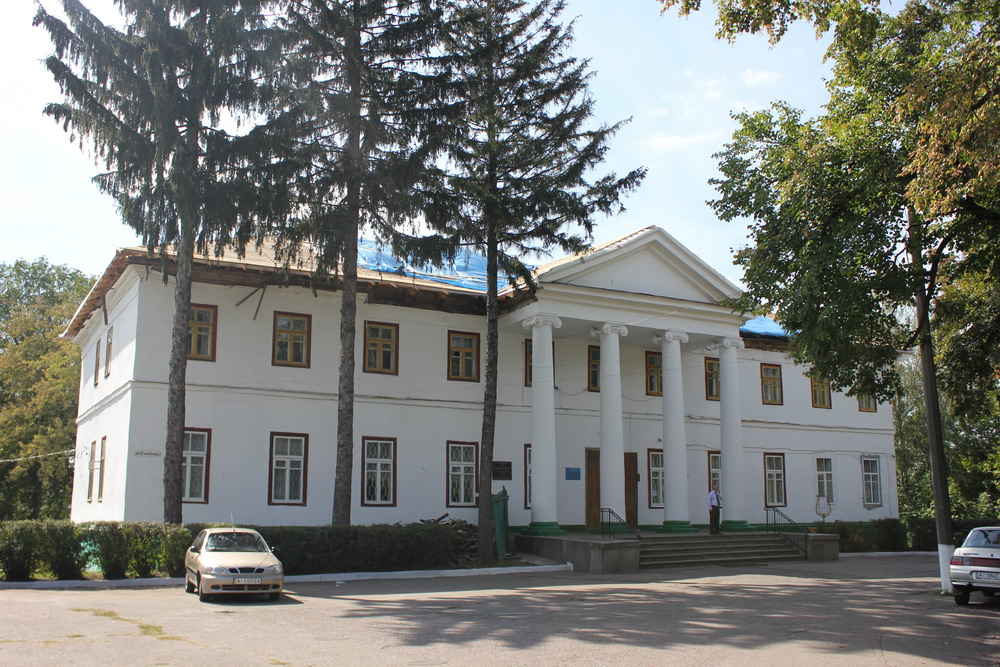
Palais d'hiver Branicki.